# کوشت دپتی

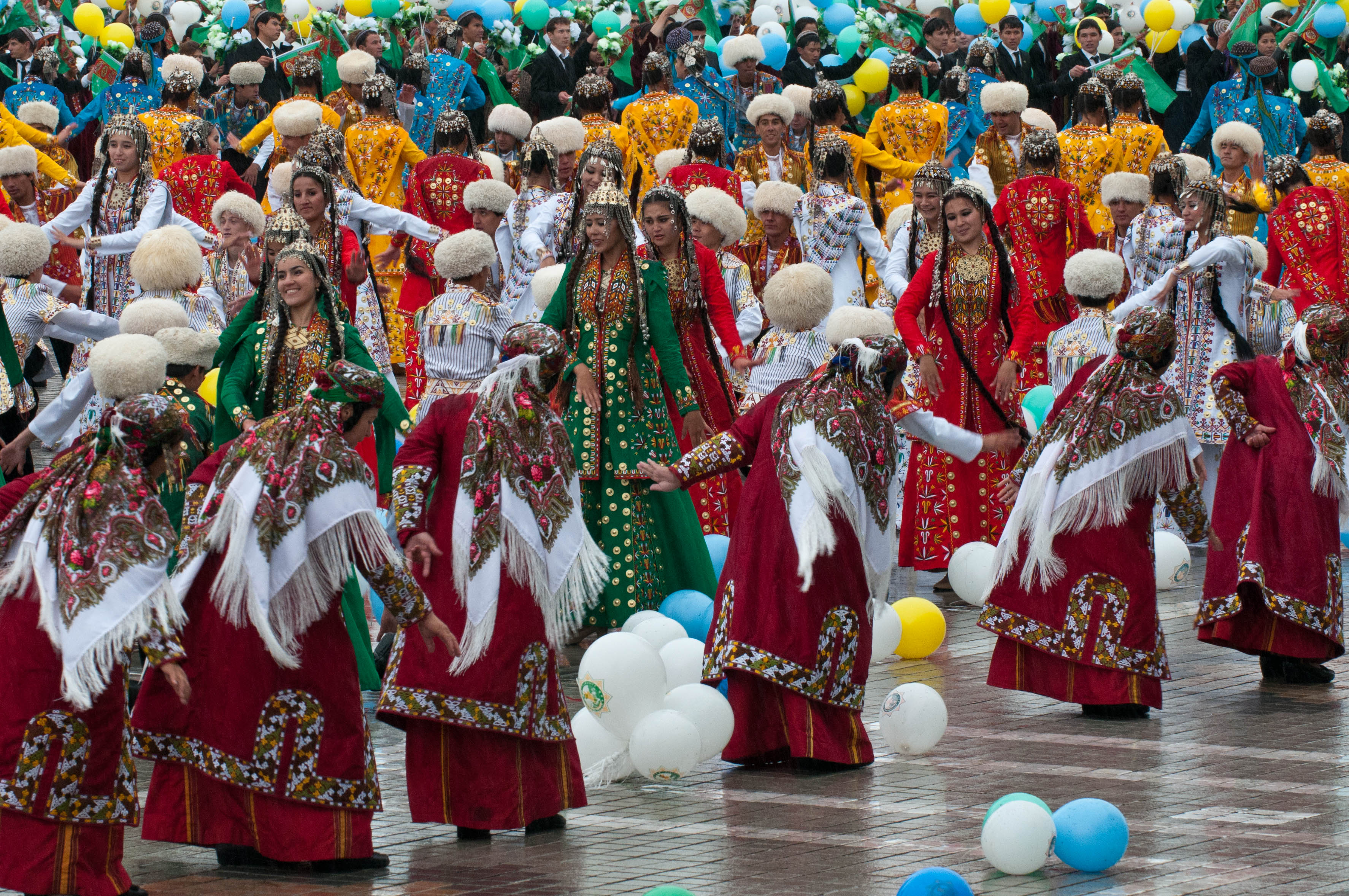
کوشت دپتی جشن استقلال در عشق آباد

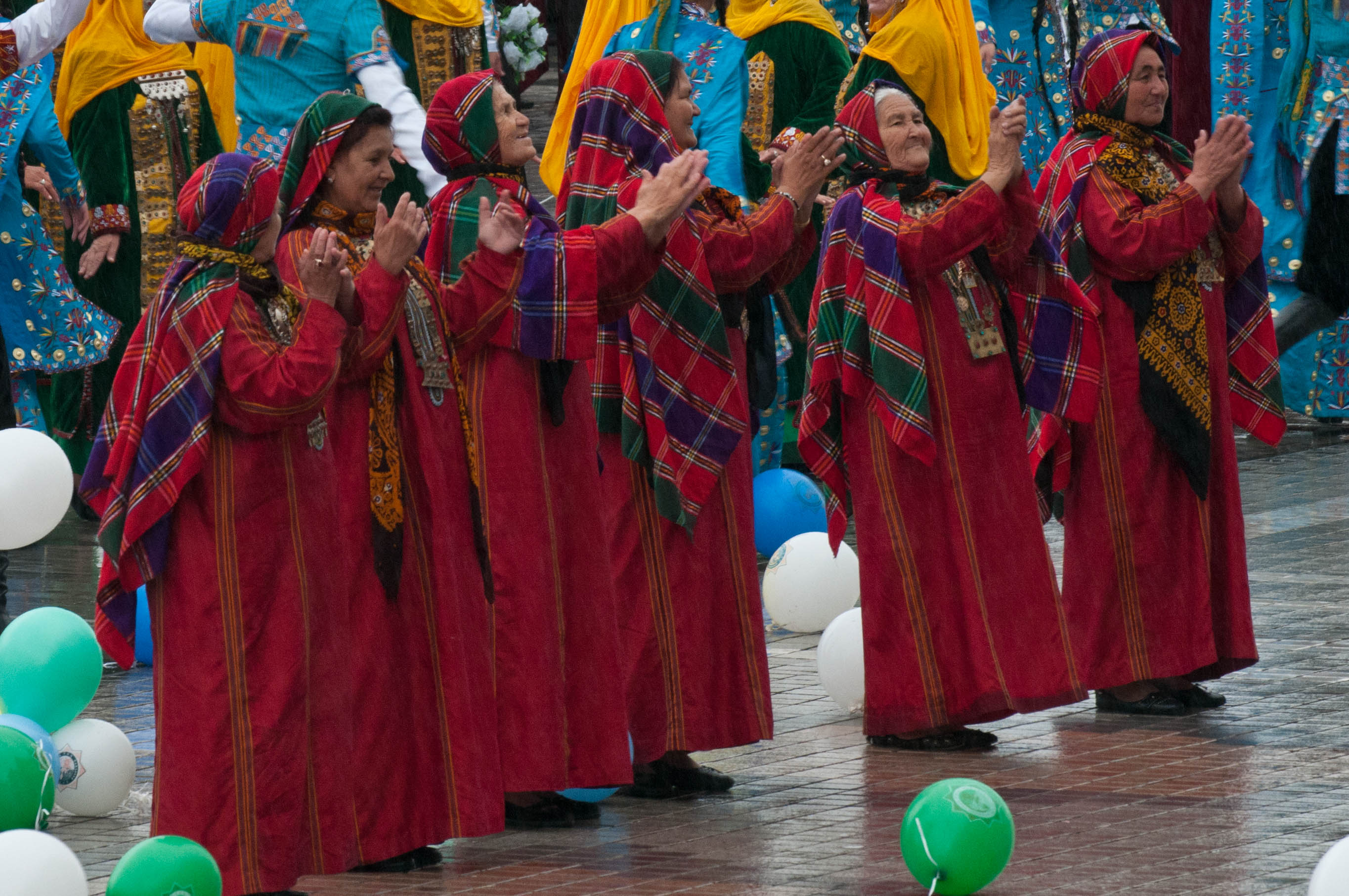
کوشدپتی جشن استقلال در عشق آباد

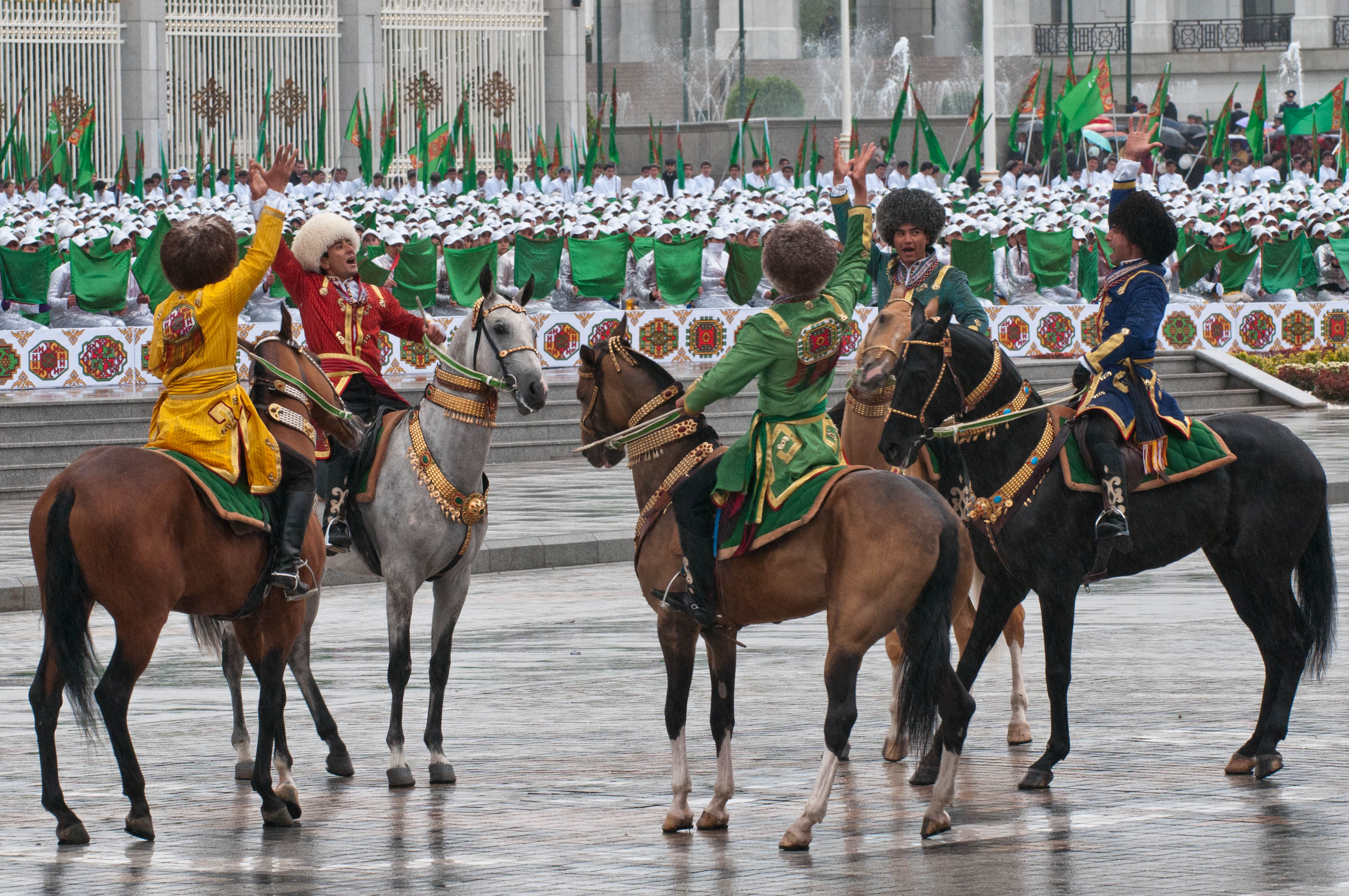
کوشدپتی بر روی اسب‌های ترکمن

کوشت دپتی یا کوشت دپدی (به ترکمنی: Küştdepdi)، نام رقص قدیمی و سریع ترکمنی به همراه موسیقی مخصوص آن می‌باشد. کوشدپتی به عنوان بخشی از مراسم و سرگرمی در مراسم سنتی مردم ترکمن تا به امروز حفظ شده است.

## تاریخچه
در عهد باستان، این رقص به عنوان بخشی از مراسم دینی (ذکر) استفاده می‌شد؛ که بازتاب دهنده یاد خدا با راه و روشی خاص بود که گاه با صدای بلند و گاه در سکوت انجام می‌شد. صحنه‌هایی از این رقص بر روی سطح ریتون‌های اشکانی یافته شده در شهر نسا نقش بسته است.
این رقص بعدها در بین ترکمن‌های قبیله یموت که سواحل دریای خزر را برای زندگی انتخاب کرده بودند، محبوبیت فراوانی پیدا کرد. در پایان دهه ۹۰ میلادی، رقص کوشدپتی در کل ترکمنستان گسترش پیدا کرد و رتبه‌ای معادل «رقص ملی» مردم ترکمن را از آن خود نمود. این رقص در مراسم مختلف اعم از اعیاد، جشن‌ها و عروسی انجام می‌شود.